# Pomezí (hrad)
Pomezí (též Markl) je zaniklý hrad ve stejnojmenné vesnici v okrese Jindřichův Hradec. Stál na nevýrazné ostrožně v nadmořské výšce asi 600 m necelých 250 m západně od zříceniny mladšího hradu Landštejn. Dochovaly se z něj zbytky opevnění a zejména románský kostel svatého Jana Křtitele, který je i s okolím od roku 1963 chráněn jako kulturní památka.

## Historie
Archeologický výzkum datoval počátek opevněného sídla na konec 12. století, kdy zde vzniklo správní centrum rakouské části Vitorazska, která byla od Čech odtržena po roce 1179. První fáze hradu byla dřevěná a kamennou podobu získala okolo roku 1200. V roce 1232 je poprvé zmiňován kostel svatého Jana Křtitele, který jako jediný přečkal úmyslně založený požár hradu.

## Stavební podoba
Hrad se nacházel v severozápadní části většího hradiště opevněného valem. Kamenná hradba, která okolo roku 1200 opevnila lichoběžníkový areál, byla postavena u vnitřní paty staršího valu a prostor mezi nimi byl zasypán. Tak vznikl mohutný val s hradbou na vnitřní straně. V polovině 13. století byl na severní straně vyhlouben příkop a navršen další val.
U západního průčelí kostela stála gotická, archeologicky doložená věž. V nejníže položené části areálu se nacházela kamenná románská budova interpretovaná jako palác, ke které byla později přistavěna další věž.